# Стеван Недић Ћела
Ћела Стефан Недић (Стругово, битољски округ 1875 – Стругово, 1923), српски четнички војвода у Старој Србији и Македонији.

## Биографија
Родио се 1875. у селу Стругову код Битоља. Надимак ћела добио је због прележаног пегавог тифуса, који му је оставио печате на глави. Отац му је био председник општине Стругово. Без оца је остао кад му је било шеснаест година и Турци су одмах почели да га малтретирају, па је са осамнаест година напустио родни крај и отишао је у Румунију, да нађе посао. У Румунији је радио око годину дана, све док 1895. није чуо да се у Бугарској спрема устанак против Турака. Ступио је у бугарску чету деда Анге, са којом је учествовао само у једној акцији, јер је чета била брзо распуштена. Потом се вратио у Букурешт, где је радио као пекар, а пет година кансије је отворио властиту радњу.
Након што је Борис Сарафов у Букурешту 1900. основао бугарски револуционарни комитет Ћела је постао члан комитета. Прво дело револуционарног комитета био је убиство румунског професора и издавача новина Михајлова, а у њему су учествовали Стеван Недић и Стојан Димитров из Скопља. Полиција их је обојицу ухапсила. Пошто је Стојан признао кривицу Стеван Недић Ћела је након тромесечног притвора протеран у Бугарску. Током 1901. Ћела се придружио бугарском војводи Наћи, са чијом четом су прешли најпре у Ниш, а затим у Врање, одакле су се пребацили и четовали у Македонији. Још 1902. упознао се са Милорадом Гођевцем. На јесен је отишао у Београд, као четник ВМРО-а се придружио Стојану Донском, који се 1903. вратио у Македонију.
Учествовао је у Илинданском устанку (1903). Након пропасти Илинденског устанка и када је почела српска четничка акција 1903. постао је српски четник. Године 1905. са Јованом Бабунским је прешао Вардар и отишао за велешки крај.
Налазио се у саставу дванаесточлане дримколске чете, коју се августа 1904. нашла опкољена бројним бугарским комитама. Бугари су заробили и везали га, под отпужбом да је издао бугарску организацију, јер је раније био у чети бугарског војводе Наће. Док су га спроводили према Битољу, где су намеравали да му суде, искористиоо је ноћ да побегне везаних руку.
На Бабуни је ступио у чету Глигора Соколовића. са којом је учествовао у борби код Орешких Ливада и у готово свим борбама са десне стране Вардара.
Касније је добио своју властиту чету и постао је војвода. Са својом четом учествовао је у бици на Куртовом Камену код села Крапе. Током 1907. добио је чету са задатком да у Демир-Хисар спречава продор бугарских и грчких чета. Пошто је августа 1908. због хуријета проглашена амнестија Стеван Недић Ћела се пријавио властима и мирно је наставио да живи.
У Балканским и у Првом светском рату (1912—1918) је био активан борац, а после ослобођења постао председник општине у своме селу. На томе положају погинуо је 1923, када је га је убио један бугарски агент.